# Berenice arguta
Berenice arguta – gatunek roślin z rodziny dzwonkowatych reprezentujący monotypowy rodzaj Berenice. Jest to endemit wyspy Reunion. Ma status gatunku narażonego (VU) i podlega ochronie prawnej.

## Morfologia
PokrójKrzew o delikatnych pędach.
LiścieŁodygowe i ogonkowe.
KwiatyBardzo drobne, szypułkowe, zebrane w rozpierzchłe wiechy wyrastające szczytowo i w kątach liści. Korona biała, zrosłopłatkowa, z wolnymi łatkami dłuższymi od rurki, wywiniętymi i na końcach zaróżowionymi. Pręciki wystające z korony, z pylnikami osiągającymi długość połowy nitek. Zalążnia trójkomorowa.
OwoceTorebki z trzema komorami otwierające się trzema klapami.

## Systematyka
Pozycja systematyczna
Gatunek i rodzaj z rodziny dzwonkowatych Campanulaceae klasyfikowany w jej obrębie do podrodziny Campanuloideae.